# Opel 6/12 PS
La 6/12 PS era un'autovettura di fascia media prodotta dalla Casa automobilistica tedesca Opel tra il 1909 ed il 1910.

## Storia e profilo
La 6/12 PS fu introdotta per sostituire la 8/9 PS nella fascia delle vetture di classe media. Si trattava di fatto della prima Opel di tale fascia progettata e realizzata autonomamamente dalla Casa di Rüsselsheim, visto che i modelli immediatamente precedenti erano prodotti su licenza della Darracq.

La 6/12 PS andava però a posizionarsi leggermente più in alto, sia per la maggior potenza del suo propulsore, sia per gli allestimenti e le carrozzerie disponibili, 
La 6/12 PS era infatti disponibile in tre varianti di carrozzeria: single-phaeton, double-phaeton o addirittura landaulet.

La 6/12 PS montava un motore a 2 cilindri da 1527 cm³, in grado di erogare una potenza massima di 12 CV. La distribuzione era a valvole laterali. Il raffreddamento era ad acqua.

La trasmissione era a giunto cardanico, la trazione era posteriore ed il cambio era a tre marce.

Le sospensioni riprendevano lo schema delle 9PS, ossia ad assale rigido con molle a balestra semiellittiche.

Alla 6/12 PS fu subito affiancata una versione leggermente più potente, la 6/14 PS, dotata di un nuovo 4 cilindri da 1544 cm³ in grado di erogare 14 CV di potenza massima. Era disponibile negli stessi tipi di carrozzeria della 6/12 PS. La 6/14 PS sopravviverà alla 6/12 PS. Quest'ultima verrà infatti tolta di produzione già alla fine del 1909, mentre la 6/14 PS venne pensionata alla fine dell'anno seguente.